# Nisís Pacháki
Nisís Pacháki är en ö i Grekland.   Den ligger i prefekturen Nomós Attikís och regionen Attika, i den sydöstra delen av landet, 30 km väster om huvudstaden Aten.
Terrängen på Nisís Pacháki är varierad.